# فرنسيس سانت باول
فرنسيس سانت باول (بالإنجليزية: Francis St. Paul)‏ هو لاعب كرة قدم أمريكية أمريكي، ولد في 25 أبريل 1979.